# Jérez del Marquesado
Pour les articles homonymes, voir Jerez.
Jérez del Marquesado est une commune de la province de Grenade dans la communauté autonome d'Andalousie en Espagne.